# 代金引換
代金引換（だいきんひきかえ、Cash on Delivery）とは貨物の運送とその代価決済の双方の機能を持つ運送サービスである。略して代引（だいびき）とも。

## 概要

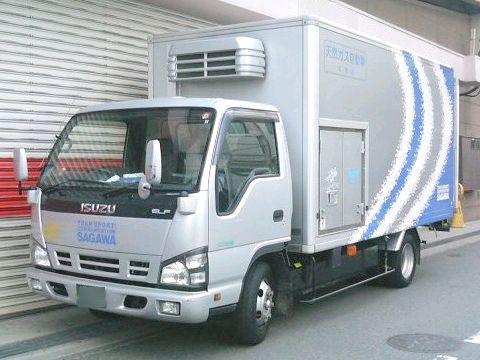
宅配便業者が配達と代金収集代行をする

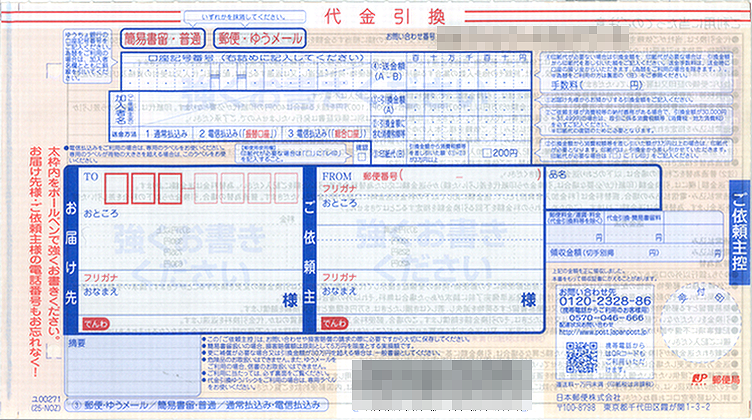
2016年1月までの代金引換送付用ラベル
（一般・簡易書留/郵便・ゆうメール兼用、代金通常振替用）

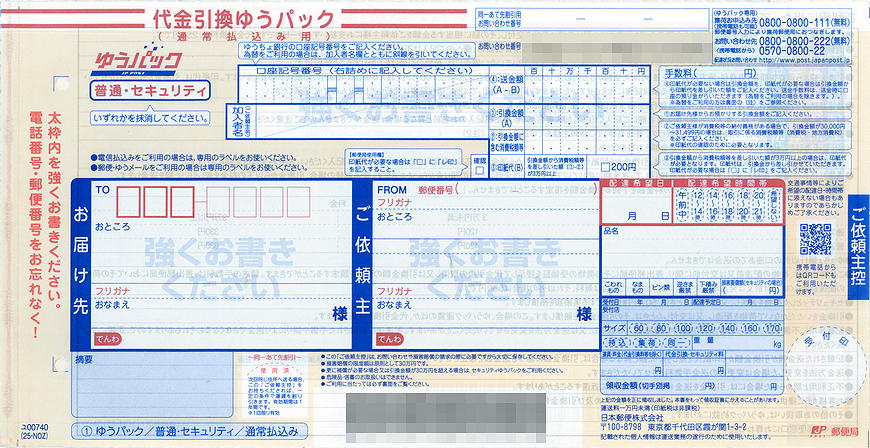
2016年1月までの代金引換ゆうパックのラベル
（代金通常払込み用）

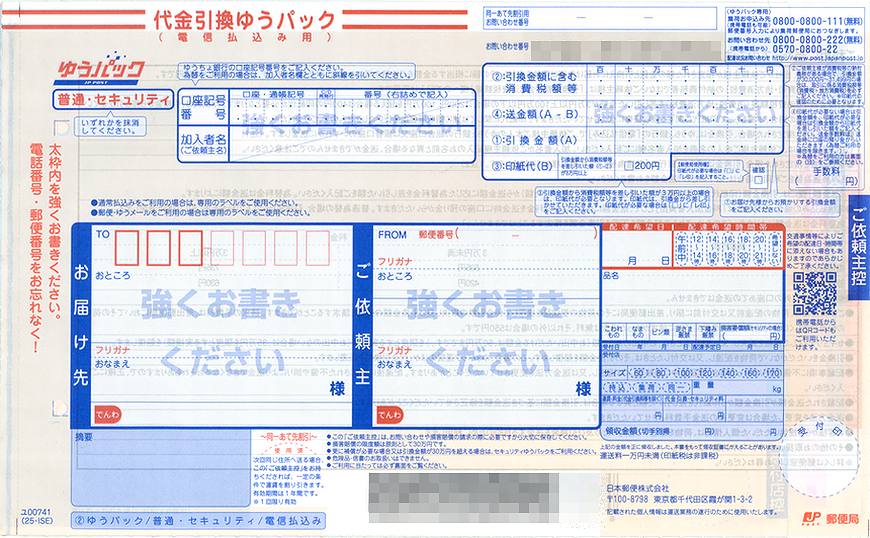
2016年1月までの代金引換ゆうパックのラベル
（代金電信振替用）

代金引換は、貨物の運送とその代価（一般に商品の代金や運送料）の徴収を同時に行うサービスで、運送業者は指定された場所へ貨物を運ぶと共にその代価を貨物受取人から預かる。預かった代価から運送料・手数料を除いた残額を販売者へ渡す。「代価の受け取りに引き換える」という形で貨物を受取人に渡すというものだが、受取人が商品の品質に不満を抱いたり注文した覚えが無いなどで支払いを拒否した場合はそのまま貨物を差出人に送り返す。
代金引換の場合、貨物を輸送するのは差出人や受取人とは別の運輸業者や郵便の配達人など第三者である。この点が、販売者自身が運送と集金をする配達や、商品を運搬しながら売り歩く行商との違いである。代金引換サービスは多くの場合、宅配便など小荷物輸送サービスを手掛ける企業や郵便物を手がける郵便事業（現在は、日本郵便）などが提供している。
運送料だけを貨物受取人から徴収する運送契約は「着払い」といい、代金引換と違って運送業者は運送料以外の代価（商品価格等）は徴収しない。

## メリット・デメリット
同サービスの利点としては、以下のようなものが挙げられる。

### 差出人のメリット
荷物の差出人は、商品などを発送した受取人が荷物を受け取りながら支払いを拒否したり持ち逃げする危険性が回避できる。また、銀行振込などと異なり注文ごとに入金の確認を行う必要がない。

### 受取人のメリット
通信販売やインターネットオークションなどで代金を支払った（先払）のに輸送中の事故などで商品が手元に届かない事態を回避できる。身に覚えのない荷物は拒否できる。オークション詐欺や通信販売会社などによる代金持ち逃げ被害のリスクを回避できる。注文後すぐに発送してもらえるため、商品受け取りまでの待ち時間が短くなる。

### デメリット
決済に輸送会社を仲介させることで、別途代引き手数料がかかる。その一方、輸送側は荷物と現金を取り扱うため、これを狙う強盗被害なども懸念される。
また、代金支払い時に配達者が釣り銭を出すための小銭を持っていない場合がある。特に代引が複数件あるときに小銭が足りなくなる事態もありうる。その時に細かい釣り銭が出た場合、受取人先に釣り銭を渡すため再度訪問したり、或いは荷物の受け取りを拒否されることもあるので支払いの際は釣り銭を出さないように十分な小銭を用意しておくのが望ましい。なお、一般的には代金引換便の配達を行う前に、配達員があらかじめ配達先に電話をかけて在宅と支払う金額の確認をすることが多い。
この他、受取人が同サービスに慣れてくると梱包の中身を確認せず代金を支払うこともあるため内容物が注文した商品と違った場合にトラブルとなったりすることもありうる。これを悪用した代金引換郵便詐欺など詐欺の形態も存在する。このため、日本郵便では、2014年頃から、代引郵便物、代引ゆうメール、代引ゆうパックの差出の際に、原則、差出人の本人確認書類ないしは、代金受取先の通帳やキャッシュカード（ゆうちょ銀行の振替口座宛の場合は、記号・番号の通知等の差出人本人の振替口座である事が解るもの）の提示を求めるようになっている。

## 利用に当たって
なお利用にはゆうパックや一般郵便物ないしはゆうメールを除き、事前契約が必要であるため、事実上は法人・個人事業主向けのサービスであり、通常は個人は受け取り側のみとなる。なお、セイノーホールディングス傘下の企業では、個人向けwebサービスに登録をすると利用できるサービスが存在する。
日本郵便では、レターパックなどの一部例外を除き、各種郵便物や各種荷物に対して代引郵便・ゆうメール・ゆうパック等として宛てることができるが、2015年10月1日以降は、はがき、ミニレター、特定事項伝達型本人限定受取郵便物への代引扱は利用不可となる。なお、差出に当たっては、犯罪や不正利用対策として、2015年頃から本人確認書類や振込先のキャッシュカードの提示などを要請するようになった。

## 註釈
1. 1 2 3  “代引きとは？着払いとの違い・ 代引きで荷物を送る時に必要なものを徹底解説”. ヤマトフィナンシャル. 2020年8月17日閲覧。
2. ↑  メル友便|西濃運輸2014年6月22日閲覧